# Diána Zámbó
Diána Zámbó (Székesfehérvár, 19 de enero de 1978) es una deportista húngara que compitió en natación adaptada. Ganó dos medallas en los Juegos Paralímpicos de Verano, bronce Barcelona 1992 y oro en Atlanta 1996.

## Palmarés internacional
| Juegos Paralímpicos | Juegos Paralímpicos      | Juegos Paralímpicos | Juegos Paralímpicos   |
| Año                 | Lugar                    | Medalla             | Prueba                |
| ------------------- | ------------------------ | ------------------- | --------------------- |
| 1992                | Barcelona (España)       | Medalla de bronce   | 50 m mariposa S6      |
| 1996                | Atlanta (Estados Unidos) | Medalla de oro      | 4 × 50 m estilos S1-6 |